# Antic Hostal (Banyeres del Penedès)
L'Antic Hostal és una obra del municipi de Banyeres del Penedès (Baix Penedès) inclosa en l'Inventari del Patrimoni Arquitectònic de Catalunya.

## Descripció
L'edifici de considerables dimensions presenta una part dedicada a habitatge. Un magatzem al costat esquerre i un celler amb cups a la part del davant que data del 1771, segons la inscripció que hi ha la llinda de la porta.
L'habitatge consta de tres plantes. Els baixos tenen una porta d'arc de mig punt dovellat i dues finestres rectangulars amb un reixat d'origen posterior. El pis noble presenta tres finestres rectangulars amb ampit i marc de pedra, la de l'esquerra té la data de 1776, i la del mig, del 1787. les golfes presenten una sèrie de finestres amb llinda de fusta. La teulada consta d'una part (la dreta) més elevada que la resta.

## Història
Es creu que aquesta és la casa més antiga del poble, la qual era abans un hostal. Després fou habilitada com habitatge, on hi vivien els avis de l'actual propietari i més endavant els masovers. Posteriorment deshabitada i corria el perill de ser enderrocada.